# スゼチュアノサウルス
スゼチュアノサウルス (学名 Szechuanosaurus) は中生代中期ジュラ紀の中国四川省に生息していた獣脚類恐竜の属。

## 概要
カルノサウルス類。全長6メートルの肉食恐竜。下顎の一部や脊椎骨、四肢骨、腰骨などが発見されている。頸椎骨の椎体の後面が凹形であること、座骨の先端が前方に向いていることなどから、基盤的なテタヌラ類であったと考えられる。約40年前に発見された「歯｣により"スゼチュアノサウルス"と言う属名がつけられたが、近年ではその記載が十分でないことから、この名前が認められていない場合もある。